# Wilson Washington
Wilson Washington Jr. (Norfolk, Virginia, 3 de agosto de 1955) es un exjugador de baloncesto estadounidense que jugó dos temporadas en la NBA, además de hacerlo en la liga italiana y la liga neerlandesa. Con 2,05 metros de estatura, lo hacía en la posición de ala-pívot.

## Trayectoria deportiva

### Universidad
Tras jugar en 1974 un único partido con los Terrapins de la Universidad de Maryland, fue transferido  a los Monarchs de la Universidad de Old Dominion, donde jugó tres temporadas en las que promedió 16,9 puntos y 12,5 rebotes por partido. En 1975 fue el artífice para que los Monarchs ganaran el Torneo de la División II de la NCAA, siendo elegido mejor jugador del mismo. A lo largo de su carrera universitaria consiguió cuatro doble-dobles, siendo el más destacado el logrado ante William & Mary, en el que logró 22 puntos, 20 rebotes y 12 tapones.

### Profesional
Fue elegido en la vigésimo quinta posición del Draft de la NBA de 1977 por Philadelphia 76ers, donde fue uno de los jugadores menos utilizados, jugando 14 partidos en los que promedió 1,4 puntos y 1,0 rebotes, antes de ser traspasado ya avanzada la temporada a New Jersey Nets a cambio de dos futuras rondas del draft.
En los Nets de Kevin Loughery tuvo más oportunidades de juego, promediando más de 21 minutos hasta el final de la temporada, consiguiendo 8,8 puntos y 5,9 rebotes por partido. Jugó una temporada más, en la que mantuvo el mismo nivel de juego, hasta que en 1979 se marchó a jugar al Acqua Fabia Roma de la liga italiana, jugando una temporada en la que promedió 17,5 puntos y 8,9 rebotes por partido.
Jugó posteriormente dos temporadas más en el Zapad Amstelveen de la liga neerlandesa, siendo elegido en ambas en el mejor quinteto de la competición.

## Estadísticas de su carrera en la NBA

### Temporada regular
| Temporada | Edad | Equipo             | Liga | P   | TIT | MIN  | TC  | TCA | %TC  | 3P | 3PA | %3P | TL  | TLA | %TL  | R.OF. | R.DEF. | REB | ASIS | ROB | TAP | PER | FP  | PTS |
| 1977-78   | 22   | TOTAL              | NBA  | 38  |     | 14.8 | 2.6 | 5.4 | .485 |    |     |     | 0.8 | 1.4 | .547 | 1.3   | 2.8    | 4.1 | 0.3  | 0.5 | 1.0 | 1.7 | 2.0 | 6.0 |
| 1977-78   | 22   | Philadelphia 76ers | NBA  | 14  |     | 2.7  | 0.6 | 1.4 | .421 |    |     |     | 0.2 | 0.4 | .500 | 0.1   | 0.9    | 1.0 | 0.1  | 0.1 | 0.1 | 0.7 | 0.2 | 1.4 |
| 1977-78   | 22   | New Jersey Nets    | NBA  | 24  |     | 21.8 | 3.8 | 7.8 | .492 |    |     |     | 1.1 | 2.0 | .553 | 2.0   | 3.9    | 5.9 | 0.4  | 0.7 | 1.5 | 2.2 | 3.0 | 8.8 |
| 1978-79   | 23   | New Jersey Nets    | NBA  | 62  |     | 18.4 | 3.5 | 7.0 | .502 |    |     |     | 1.1 | 1.7 | .635 | 1.4   | 3.3    | 4.7 | 0.8  | 0.5 | 1.1 | 1.6 | 3.0 | 8.1 |
| Total     |      |                    | NBA  | 100 |     | 17.0 | 3.2 | 6.4 | .497 |    |     |     | 1.0 | 1.6 | .605 | 1.4   | 3.1    | 4.5 | 0.6  | 0.5 | 1.0 | 1.6 | 2.6 | 7.3 |